# Autoimolare

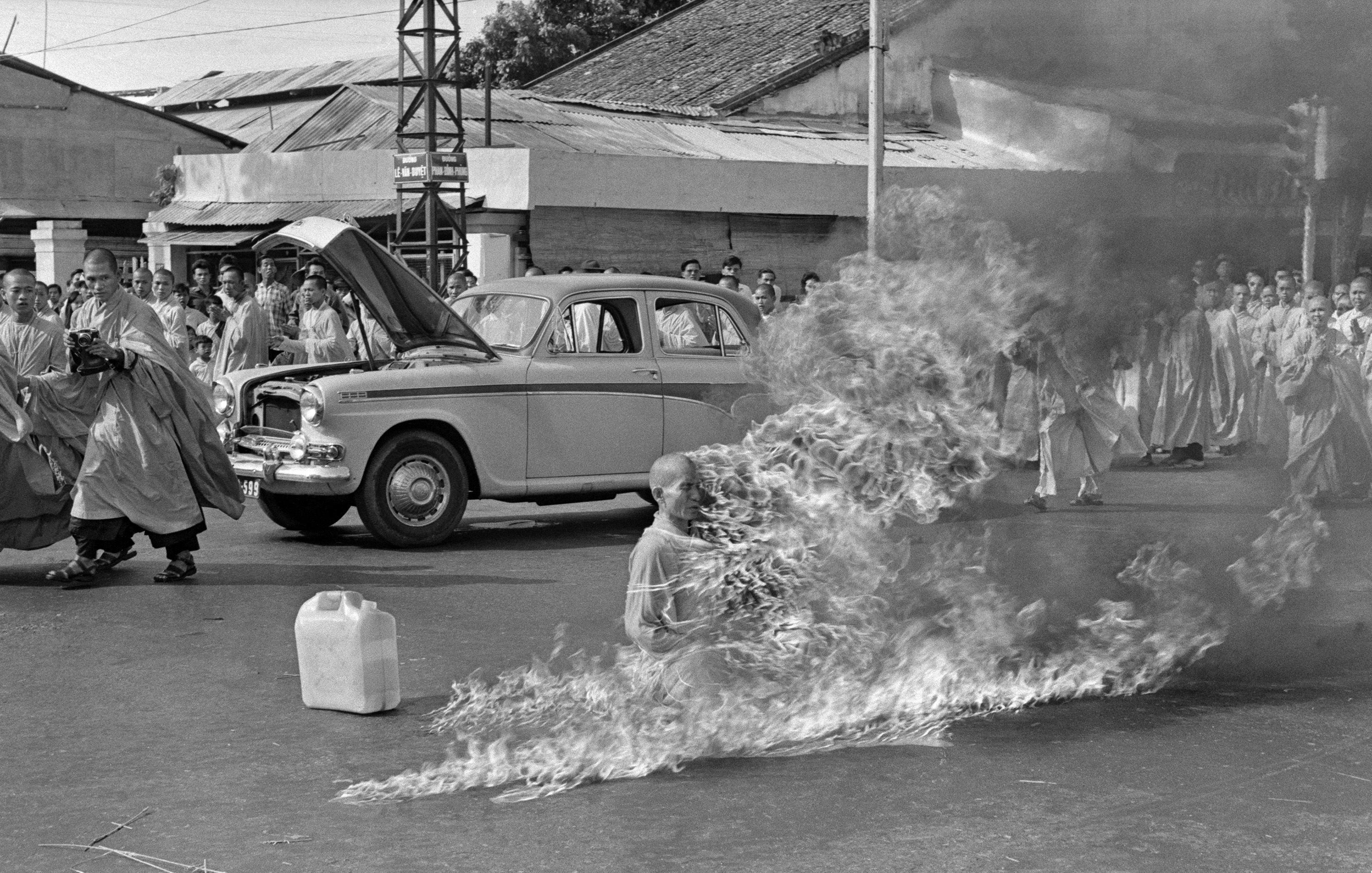
Thích Quảng Đức protestează împotriva persecuției budiștilor prin autoimolare la 11 iunie 1963.

Autoimolarea este actul de sacrificiu propriu, adeseori prin sinucidere. Se face mai ales din motive politice sau religioase, adesea ca o formă de protest sau în acte de martiriu. Datorită naturii sale tulburătoare și violente, este considerată una dintre cele mai extreme metode de protest.

## Proteste publice

### În perioada Cortinei de fier

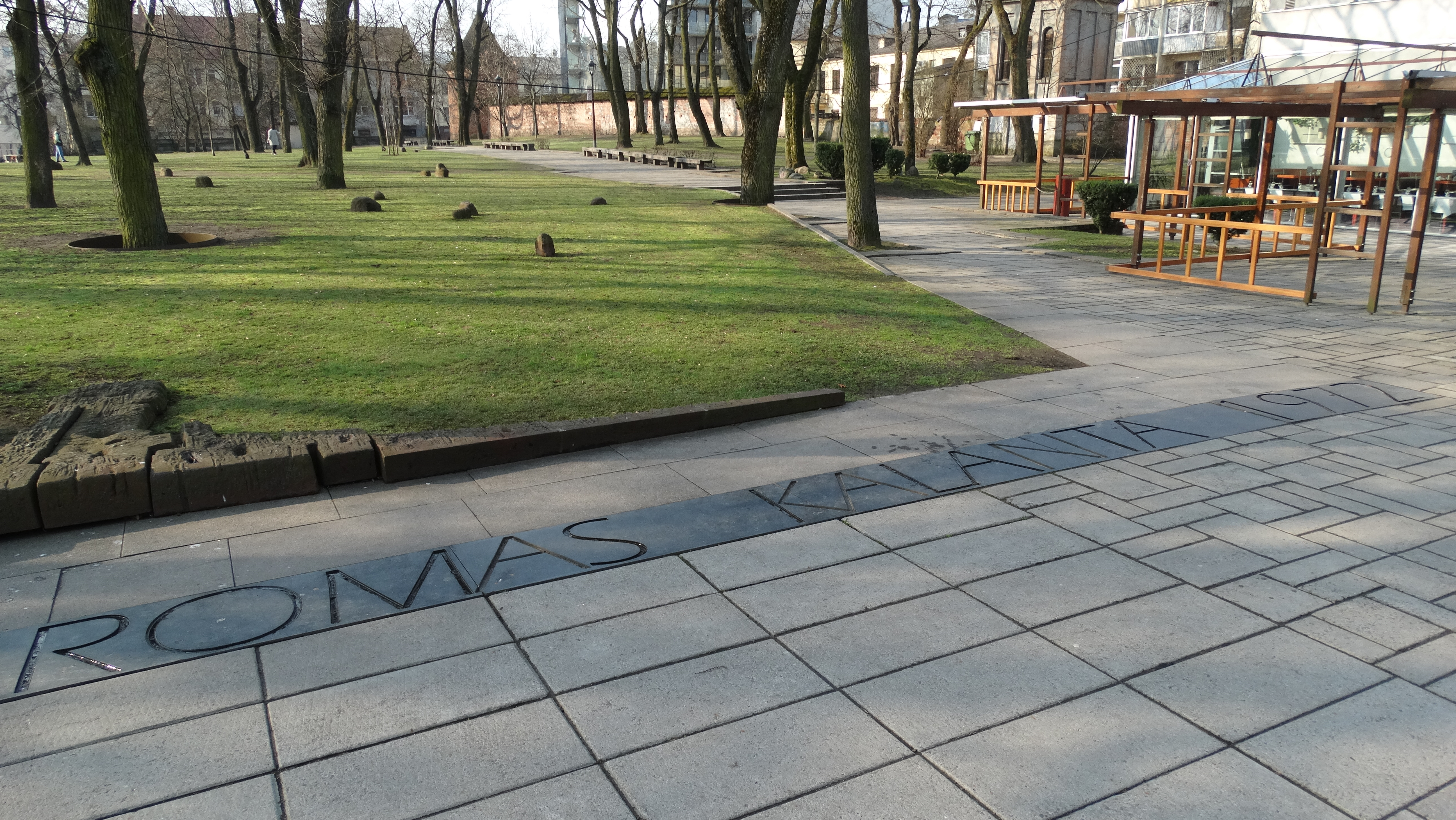
Memorialul lui Romas Kalanta din Kaunas, în locul autoimolării sale. Pe inscripție scrie Romas Kalanta 1972.

În 1968, practica s-a propagat în blocul sovietic odată cu autoimolarea contabilului polonez și veteranului Armia Krajowa Ryszard Siwiec, precum și a celor doi studenți cehi, Jan Palach și Jan Zajíc, și a producătorului de unelte Evžen Plocek, în semn de protest față de Invazia Cehoslovaciei prin Pactul de la Varșovia.
În 1972, Romas Kalanta, un student lituanian de 19 ani, s-a autoimolat pentru a protesta împotriva regimului sovietic din Lituania, declanșând tulburările din 1972 în Lituania, alte 13 persoane s-au autoimolat în același an.

### La procesul lui Donald Trump
La 19 aprilie 2024, Maxwell Azzarello, un bărbat s-a autoimolat în fața tribunalului din Manhattan, unde Donald Trump este judecat în prezent pentru falsificarea înregistrărilor comerciale. Azzarello a murit curând după aceea.